# Port de Tubarão
Le port de Tubarão est un port maritime brésilien, situé non loin de la ville de Vitória, capitale de l'État de l'Espírito Santo.
Inauguré en 1966, il fut construit par la société minière Companhia Vale do Rio Doce. Il s'agit d'un des plus grands ports d'exportation de minerai de fer du monde, avec plus de 80 millions de tonnes de minerai embarquées.

## Histoire
La construction du port de Tubarão a été lancée en 1962 par (alors société à capital mixte) - Vale do Rio Doce., L'année de la signature des premiers contrats à long terme pour la fourniture de minerai de fer au Japon et à l'Allemagne, et sa construction a été entièrement payée avec des fonds du Trésor national.
Le port de Tubarão était un projet pionnier - conçu par Eliezer Batista - qui a contribué à créer un nouveau processus logistique mondial dans le transport de vrac solide et liquide. La participation du Japon à cette entreprise a été décisive et la construction du port de Tubarão reste dans les mémoires avec sympathie des Japonais jusqu'à aujourd'hui:
Ici, le projet pionnier du port de Tubarão mérite d'être souligné, qui a provoqué la plus grande révélation dans le transport mondial de vrac solide et liquide avec l'évolution conséquente, en termes globaux, d'un nouveau système logistique mondial, qui a transformé le '" distance physique "en" distance économique ". Il était possible d'emmener un produit de très faible valeur sur les plus grandes distances de la planète, de manière économique.
Les gros vraquiers et vraquiers, ainsi que les colossaux pétroliers, sont les fruits de ce konzept.
La contribution de l'industrie sidérurgique brésilienne a permis à Companhia Vale do Rio Doce de franchir une première étape majeure avec des contrats à long terme et une assistance technologique dans la conception et la construction de grands navires (nouveaux matériaux pour les nouvelles conceptions et leur polyvalence). En conséquence, Docenave a été créé, qui est devenu la troisième plus grande flotte de vrac dans le monde. 

### Le financement
En possession des contrats d'approvisionnement en minerai de fer, Eliezer s'est adressé à Ex-Im Bank, la banque de développement des États-Unis, pour obtenir un financement pour la construction du port de Tubarão. Mais il échoua: il revint les mains vides. La banque américaine n'a accordé aucun crédit au Brésil, ni à Vale, ni aux entreprises sidérurgiques japonaises.
Il a exposé ses difficultés au ministre des Finances de l'époque, lors d'une audition devenue historique:
Sans financement pour construire le port de Tubarão, Eliezer s'est tourné vers le ministre des Finances de João Goulart (Jango), San Tiago Dantas. "Il s'est levé de sa chaise, a enlevé ces lunettes à gros verres et monture noire, et a répondu:" Je n'ai pas les ressources pour vous prêter, mais je trouverai un moyen. Faisons tourner la guitare ». Il est enregistré ici la révélation qui vaudra la haine éternelle des monétaristes canins aigus qui détestent l'économie physique. (…) San Tiago a fait imprimer de l'argent. 

## Fondamentaux économiques
Tubarão est devenu le pont qui reliait Vale S.A. au reste du monde et a permis à l'entreprise d'augmenter considérablement l'ensemble des exportations brésiliennes.
Conçu pour recevoir des navires d'une taille qui n'était pas encore fabriquée, le port de Tubarão était un pionnier au monde dans sa catégorie.
C'était fou pour l'époque, car il n'y avait pas de« conception de navire », ni d'acier pour cette taille de navire», dit Eliezer. Malgré l'énorme risque encouru, le Japon a accepté de construire les navires. C'était un mariage d'intérêts. 

## Avantages collatéraux
L'inauguration du port de Tubarão en 1966 et sa technologie pionnière ont suscité un grand enthousiasme parmi les investisseurs japonais et ont beaucoup contribué à élever le concept international du Brésil.
Sa construction a immédiatement attiré un véritable "flot" de nouveaux investissements étrangers au Brésil, tels que Celulose Nipo Brasileira SA- Cenibra, Companhia Siderúrgica de Tubarão, Albrás - Alunorte (alumine et aluminium), Mineração da Serra Geral (minerai de fer) et Nova Era Silicium (alliages de ferrosilicium, etc.) et le premier grand projet à l'étranger CSI (California Steel Industries / Joint Venture from Vale with Kawasaki), qui, en quelque sorte, ont contribué à absoudre le ministre des Finances de l'époque, San Tiago Dantas, du "péché" de ayant autorisé l'impression d'argent pour sa création.

## Actualité
En 2016, le port était responsable de 13% du PIB d'Espírito Santo. L'augmentation de l'activité économique dans l'État s'explique également, car après la construction du port et du complexe, elle a influencé l'arrivée d'entreprises telles que Aracruz Celulose (Fibria) et Companhia Siderúrgica de Tubarão (ArcelorMittal). Le centre industriel de Vitória (CIVIT), à Serra, a également eu lieu après l'année 1966. Le complexe de Tubarão regroupe huit usines de pelletisation, des opérations portuaires pour l'expédition de minerai de fer, de pellets, de produits agricoles et le déchargement de charbon. Au moins 60 types de produits transitent par le site, dont du minerai de fer, de l'acier, du soja, du charbon et du calcaire le long de 905 kilomètres de chemin de fer, ce qui représente environ 40% du fret ferroviaire du pays.
Le port a traité 103,9 millions de tonnes en 2019.

## Transport
L'accès routier se fait par le BR-101, le chemin de fer, par le chemin de fer Vitória-Minas - EFVMe ou le maritime par le canal d'accès au terminal, en pleine mer, dans la ville de Vitória - ES.